# Liberdade de Amor entre Mulheres no Ceará
O Grupo de militância política Liberdade de Amor entre Mulheres no Ceará (LAMCE) é um grupo voltado para a defesa das mulheres lésbicas no Brasil.
Possui como missão "Lutar contra a disseminação do preconceito por orientação sexual, através de ações políticas afirmativas voltadas para a visibilidade, garantia e efetivação dos direitos humanos e cidadania de mulheres lésbicas e bissexuais", existe desde o ano de 2003, formado principalmente por mulheres lésbicas que militavam pelo Partido dos Trabalhadores.
Hoje o grupo possui sede no GRAB (Grupo de Resistencia Asa Branca), participa do conselho político do FCM (Forum Cearense de Mulheres), que é ligado a AMB (Associação de Mulheres Brasileiras)e é filiado a LBL (Liga Brasileira de Lésbicas), a ABL (Associação Brasileira de Lésbicas) e ABGLT (Associação Brasileira de Gays, Lésbicas e Transgenêros).